# Jean Bastien
Jean Bastien (Orán, 1915. június 21. – Marseille, 1969. augusztus 7.) algériai születésű, francia válogatott labdarúgó, edző.

## Sikerei, díjai

### Játékosként
- Olympique Marseille
  - Francia első osztály bajnoka: 1936-37, 1947-48
  - Francia kupa: 1935, 1943